# Manic (album)
Albums de Halsey
Hopeless Fountain Kingdom
(2017) If I Can't Have Love, I Want Power
(2021)
Singles
1. Without Me
Sortie : 4 octobre 2018
2. Graveyard
Sortie : 13 septembre 2019
3. You Should Be Sad
Sortie : 10 janvier 2020

Manic est le troisième album studio de l'auteure-compositrice-interprète américaine Halsey. Il est sorti le 17 janvier 2020, publié par le label Capitol.

## Liste des pistes
| Édition standard | Édition standard                           | Édition standard | Édition standard                                                            | Édition standard | Édition standard | Édition standard | Édition standard | Édition standard | Édition standard |
| No               | Titre                                      | Auteur | Producteur                                                                  | Durée            |                  |                  |                  |                  |                  |
| ---------------- | ------------------------------------------ | --- | --------------------------------------------------------------------------- | ---------------- | ---------------- | ---------------- | ---------------- | ---------------- | ---------------- |
| 1.               | Ashley                                     | - Ashley Frangipane - Brenton Duvall - Benjamin Levin - Magnus August Høiberg - Alex Young - Charlie Kaufman                                       | - Benny Blanco - Cashmere Cat - Alex Young - Brenton Duvall                 | 3:06             |                  |                  |                  |                  |                  |
| 2.               | Clementine (en)                            | - Ashley Frangipane - Johnathan Carter Cunningham - Jasper Sheff                                                                                   | - John Cunningham - Halsey                                                  | 3:54             |                  |                  |                  |                  |                  |
| 3.               | Graveyard                                  | - Ashley Frangipane - Amy Allen (en) - Jon Bellion - Louis Bell - Jordan K. Johnson - Stefan Johnson - Mark « Oji » Williams                       | - Jon Bellion - Ojivolta - Louis Bell - The Monsters and the Strangerz (en) | 3:01             |                  |                  |                  |                  |                  |
| 4.               | You Should Be Sad                          | - Ashley Frangipane - Greg Kurstin | Greg Kurstin                                                                | 3:25             |                  |                  |                  |                  |                  |
| 5.               | Forever ... (Is a Long Time)               | - Ashley Frangipane - Peder Losnegård (en) - Benjamin Levin - Magnus August Høiberg - Nathan Perez                                                 | - Halsey - Lido (en)                                                        | 2:47             |                  |                  |                  |                  |                  |
| 6.               | Dominic's Interlude (avec Dominic Fike)    | - Ashley Frangipane - Dominic Fike - Peder Losnegård - Andrew Jackson - Duck Blackwell                                                             | - Halsey - Lido - Andrew Jackson - Duck Blackwell                           | 1:16             |                  |                  |                  |                  |                  |
| 7.               | I Hate Everybody                           | - Ashley Frangipane - Sarah Aarons (en) - Noonie Bao - Peder Losnegård - Benjamin Levin - Magnus August Høiberg - Nathan Perez - Finneas O'Connell | - Halsey - Lido - FINNEAS                                                   | 2:51             |                  |                  |                  |                  |                  |
| 8.               | 3am                                        | - Ashley Frangipane - Greg Kurstin | Greg Kurstin                                                                | 3:54             |                  |                  |                  |                  |                  |
| 9.               | Without Me                                 | - Ashley Frangipane - Brittany Amaradio - Amy Allen - Louis Bell - Justin Timberlake - Timothy Mosley - Scott Storch                               | Louis Bell                                                                  | 3:21             |                  |                  |                  |                  |                  |
| 10.              | Finally // Beautiful Stranger (en)         | - Ashley Frangipane - Greg Kurstin | Greg Kurstin                                                                | 3:41             |                  |                  |                  |                  |                  |
| 11.              | Alanis' Interlude (avec Alanis Morissette) | - Ashley Frangipane - Alanis Morissette - Peder Losnegård - Mike Farrell                                                                           | - Halsey - Lido                                                             | 2:41             |                  |                  |                  |                  |                  |
| 12.              | Killing Boys                               | - Ashley Frangipane - Nate Ruess - Johnathan Carter Cunningham - Benjamin Levin - Magnus August Høiberg - Nathan Perez - Diablo Cody               | - John Cunningham - Halsey                                                  | 2:23             |                  |                  |                  |                  |                  |
| 13.              | Suga's Interlude (en) (avec Suga)          | - Ashley Frangipane - Min Yoon-gi - Peder Losnegård                                                                                                | - Halsey - Lido - Suga - Pdogg                                              | 2:18             |                  |                  |                  |                  |                  |
| 14.              | More                                       | - Ashley Frangipane - Ammar Malik (en) - Benjamin Levin - Andrew Wells - Dave Lubben - Kevin Snevely - Magnus August Høiberg - Peder Losnegård     | - Halsey - Lido - Andrew Wells                                              | 2:33             |                  |                  |                  |                  |                  |
| 15.              | Still Learning                             | - Ashley Frangipane - Louis Bell - Fred Gibson - Ed Sheeran - Romy Madley Croft                                                                    | - Louis Bell - FRED                                                         | 3:31             |                  |                  |                  |                  |                  |
| 16.              | 929                                        | - Ashley Frangipane - Johnathan Carter Cunningham - Jasper Sheff                                                                                   | - Jasper Sheff - John Cunningham                                            | 2:54             |                  |                  |                  |                  |                  |
| 47:36            |                                            | |                                                                             |                  |                  |                  |                  |                  |                  |

## Classements
| Classement (2020)                       | Meilleure position |
| --------------------------------------- | ------------------ |
| Allemagne (Media Control AG)            | 13                 |
| Australie (ARIA)                        | 2                  |
| Autriche (Ö3 Austria Top 40)            | 10                 |
| Belgique (Flandre Ultratop)             | 9                  |
| Belgique (Wallonie Ultratop)            | 29                 |
| Canada (Canadian Albums)                | 2                  |
| Danemark (Tracklisten)                  | 23                 |
| Écosse (OCC)                            | 5                  |
| Espagne (Promusicae)                    | 6                  |
| Estonie (Eesti Ekspress)                | 4                  |
| États-Unis (Billboard 200)              | 2                  |
| États-Unis (Tastemakers)                | 1                  |
| États-Unis (Vinyl Albums)               | 3                  |
| États-Unis (Rolling Stone Top 200 (en)) | 2                  |
| Finlande (Suomen virallinen lista)      | 6                  |
| France (SNEP)                           | 34                 |
| Irlande (OCC)                           | 8                  |
| Italie (FIMI)                           | 12                 |
| Japon (Oricon)                          | 83                 |
| Norvège (VG-lista)                      | 12                 |
| Nouvelle-Zélande (RIANZ)                | 4                  |
| Pays-Bas (Mega Album Top 100)           | 11                 |
| Pologne (ZPAV)                          | 15                 |
| Portugal (AFP)                          | 22                 |
| Tchéquie (IFPI)                         | 6                  |
| Royaume-Uni (UK Albums Chart)           | 6                  |
| Slovaquie (IFPI)                        | 3                  |
| Suède (Sverigetopplistan)               | 23                 |
| Suisse (Schweizer Hitparade)            | 10                 |